# Mistrzostwa Świata w Lekkoatletyce 2009 – sztafeta 4 × 400 m kobiet
Sztafeta 4 × 400 m kobiet – jedna z konkurencji rozegranych podczas 12. Mistrzostw Świata w Lekkoatletyce na stadionie olimpijskim w Berlinie.
Wyznaczone przez IAAF minimum kwalifikacyjne do udziału w biegu wynosiło 3:31,00. Dwa biegi eliminacyjne rozegrano 22 sierpnia 2009 o godzinie 20:15 czasu berlińskiego. Finał – z udziałem ośmiu najlepszych reprezentacji – miał miejsce 23 sierpnia o godzinie 17:50.

## Rezultaty
| CR – rekord mistrzostw \| NR – rekord kraju \| AR – rekord kontynentu |
| q – awans z czasem \| SB – rekord sezonu \| DNF – nieukończenie biegu |

### Eliminacje
Rozegrano dwa biegi eliminacyjne. Do finału z każdego z biegów awansowały trzy pierwsze sztafety. Ośmiozespołowy finał uzupełniły dwie sztafety z najlepszymi czasami wśród przegranych.
| Poz. | Bieg | Reprezentacja     | Zawodniczki                                                                 | Rezultat  | Uwagi |
| ---- | ---- | ----------------- | --------------------------------------------------------------------------- | --------- | ----- |
| 1    | 2    | Rosja             | Natalia Nazarowa, Tatiana Firowa, Natalia Antiuch, Ludmiła Litwinowa        | 3:23,80   | Q, SB |
| 2    | 2    | Jamajka           | Kaliese Spencer, Shereefa Lloyd, Rosemarie Whyte, Novlene Williams-Mills    | 3:24,72   | Q     |
| 3    | 2    | Niemcy            | Fabienne Kohlmann, Sorina Nwachukwu, Esther Cremer, Claudia Hoffmann        | 3:25,08   | Q, SB |
| 4    | 2    | Wielka Brytania   | Nicola Sanders, Vicki Barr, Jennifer Meadows, Lee McConnell                 | 3:25,23   | q, SB |
| 5    | 2    | Kuba              | Susana A. Clement, Daisurami Bonne, Zulia Calatayud, Indira Terrero         | 3:27,36   | q, SB |
| 6    | 2    | Kanada            | Esther Akinsulie, Adrienne Power, Jenna Martin, Carline Muir                | 3:29,17   | SB    |
| 7    | 1    | Stany Zjednoczone | Debbie Dunn, Natasha Hastings, Jessica Beard, Sanya Richards                | 3:29,31   | Q     |
| 8    | 1    | Nigeria           | Endurance Abinuwa, Muizat Ajoke Odumosu, Josephine Ehigie, Folashade Abugan | 3:29,60   | Q, SB |
| 8    | 1    | Francja           | Virginie Michanol, Aurélie Kamga, Symphora Béhi, Solen Désert-Mariller      | 3:29,60   | Q, SB |
| 10   | 2    | Ukraina           | Julija Barałej, Tetiana Petluk, Anastasija Rabczeniuk, Antonina Jefremowa   | 3:30,76   |       |
| 11   | 1    | Australia         | Pirrenee Steinert, Madeleine Pape, Caitlin Willis-Pincott, Tamsyn Lewis     | 3:30,80   |       |
| 12   | 1    | Włochy            | Marta Milani, Daniela Reina, Maria Enrica Spacca, Libania Grenot            | 3:31,05   |       |
| 13   | 1    | Brazylia          | Geisa Aparecida Coutinho, Emmilly Pinheiro, Sheila Ferreira, Jailma de Lima | 3:31,42   |       |
| 14   | 2    | Japonia           | Sayaka Aoki, Asami Tanno, Mayu Sato, Satomi Kubokura                        | 3:34,46   |       |
| 15   | 1    | Meksyk            | Alejandra Cherizola, Nallely Vela, Ruth Grajeda, Karla Dueñas               | 3:40,03   |       |
| 99 ! | 1    | Bahamy            | Sasha Rolle, Shakeitha Henfield, Rashan Brown, Katrina Seymour              | 9:99,99 ! | DQ    |

### Finał
| Poz. | Reprezentacja     | Zawodniczki                                                                     | Rezultat | Uwagi |
| ---- | ----------------- | ------------------------------------------------------------------------------- | -------- | ----- |
| 1.   | Stany Zjednoczone | Debbie Dunn, Allyson Felix, Lashinda Demus, Sanya Richards                      | 3:17,83  | WL    |
| 2.   | Jamajka           | Rosemarie Whyte, Novlene Williams-Mills, Shereefa Lloyd, Shericka Williams      | 3:21,15  | SB    |
| DSQ  | Rosja             | Anastasija Kapaczinska, Tatjana Firowa, Ludmiła Litwinowa, Antonina Kriwoszapka | 3:21,64  | [ 2 ] |
| 3.   | Wielka Brytania   | Lee McConnell, Christine Ohuruogu, Vicki Barr, Nicola Sanders                   | 3:25,16  | SB    |
| 4.   | Niemcy            | Fabienne Kohlmann, Sorina Nwachukwu, Esther Cremer, Claudia Hoffmann            | 3:27,61  |       |
| 5.   | Nigeria           | Endurance Abinuwa, Muizat Ajoke Odumosu, Josephine Ehigie, Folasade Abugan      | 3:28,55  | SB    |
| 6.   | Francja           | Virginie Michanol, Aurélie Kamga, Symphora Béhi, Solen Désert-Mariller          | 3:30,16  |       |
| 7.   | Kuba              | Diosmely Peña, Daisurami Bonne, Zulia Calatayud, Indira Terrero                 | 3:36,99  |       |